# Литвиненко, Иван Сергеевич
Ива́н Серге́евич Литвине́нко (укр. Іван Сергійович Литвиненко; род. 10 апреля 2001, Днепропетровск) — украинский футболист, полузащитник клуба «Металлист 1925».

## Клубная карьера
Иван занимался футболом в академии «Днепра» с пятилетнего возраста. Его первым тренером был Анатолий Бурганов. В 2018 году он присоединился к клубу «Днепр-1». Его дебют за эту команду состоялся 17 ноября 2018 года в матче первой лиги против «Звезды» из Кропивницкого: полузащитник заменил Сергея Логинова и успел получить жёлтую карточку. Это была единственная игра Ивана в первом сезоне на взрослом уровне. В следующем сезоне «Днепр-1» играл в украинской премьер-лиге, а полузащитник не провёл там ни одного матча, выступая за дублирующий состав клуба.
Перед началом сезона 2020/21 тренерский штаб «Днепра-1» объявил, что не нуждается в услугах Ивана, и он принял решение перейти в «Рух». Полузащитник дебютировал за новый клуб 30 сентября 2020 года в матче кубка Украины против «Десны». 25 октября он провёл свою первую игру в чемпионате Украины, отыграв 8 минут во встрече с луганской «Зарёй». 9 мая 2021 года Иван принял участие в матче против бывшего клуба: он вышел в стартовом составе и был заменён Андреем Кухаруком на 67-й минуте.

## Карьера в сборной
В 2018 году Иван провёл 3 игры за юношескую сборную Украины (до 17 лет). В 2019 году он принял участие в 2 матчах за сборную до 18 лет, отметившись голом в ворота сверстников из Испании.

## Клубная статистика
| Выступление      | Выступление      | Выступление      | Чемпионат | Чемпионат | Кубок Суперкубок | Кубок Суперкубок | Еврокубки | Еврокубки | Итого | Итого |
| Клуб             | Лига             | Сезон            | Игры      | Голы      | Игры             | Голы             | Игры      | Голы      | Игры  | Голы  |
| ---------------- | ---------------- | ---------------- | --------- | --------- | ---------------- | ---------------- | --------- | --------- | ----- | ----- |
| Днепр-1          | ПФЛ              | 2018/19          | 1         | 0         | 0                | 0                | —         | —         | 1     | 0     |
| Днепр-1          | Итого            | Итого            | 1         | 0         | 0                | 0                | 0         | 0         | 1     | 0     |
| Рух              | УПЛ              | 2020/21          | 2         | 0         | 1                | 0                | —         | —         | 3     | 0     |
| Рух              | Итого            | Итого            | 2         | 0         | 1                | 0                | 0         | 0         | 3     | 0     |
| Всего за карьеру | Всего за карьеру | Всего за карьеру | 3         | 0         | 1                | 0                | 0         | 0         | 4     | 0     |

## Личная жизнь
Иван получает высшее образование в Запорожском государственном университете (на факультете физической культуры) и днепровском Университете имени Альфреда Нобеля (заочно по специальности «менеджмент»). Отец Ивана Сергей тоже был футболистом: как и сын, он воспитывался в «Днепре», в составе которого выиграл юношеский чемпионат СССР (до 17 лет). В настоящее время отец Ивана занимается бизнесом.